# Матерієнко Микола Пилипович
Матерієнко Микола Пилипович (1922 — 22 липня 1944) — радянський військовик, командир батареї 699-го винищувально-протитанкового артилерійського полку, лейтенант. Герой Радянського Союзу (1944).

## Біографія
Народився у 1922 році в селі Михайлівка (нині в межах Балаклійського району Харківської області) в родині службовця. Українець. Отримав середньо-технічну освіту. Працював у колгоспі.
До лав РСЧА призваний Сталінським РВК міста Харкова у липні 1941 року. Закінчив прискорений курс навчання Сумського артилерійського училища у 1942 році. Учасник німецько-радянської війни з серпня 1942 року. Воював на Калінінському, 1-у та 2-у Прибалтійських фронтах. Отримав контузію та два легких поранення.
Командир артилерійської батареї 699-го винищувально-протитанкового артилерійського полку 18-ї окремої винищувально-протитанкової артилерійської бригади РГК лейтенант М. П. Матерієнко особливо відзначився 1 грудня 1943 року: перебуваючи на напрямку головного удару супротивника, з ходу вступив у бій з групою ворожих військ, що прорвалася в напрямку височини 175.3. Протягом доби батарея під командуванням Матерієнка відбила 13 атак ворога, знищивши при цьому понад 350 гітлерівців. Залишившись єдиним живим офіцером у батареї, попри важке поранення, продовжував керувати боєм і відбив ще 3 атаки ворога. Лише після того, як 2 гармати батареї були розбиті ворожим артилерійським вогнем, зкривавлений був винесений з поля бою.
Старший лейтенант М. П. Матерієнко загинув у бою 22 липня 1944 року від вибуху ворожого снаряду. Похований в окремій могилі поблизу сільськогосподарської школи в селищі Константинова однойменної сільради Догдинського району Латвійської РСР (нині Краславський край Латвії).

## Нагороди
Указом Президії Верховної Ради СРСР від 4 червня 1944 року за зразкове виконання бойових завдань командування і проявлені при цьому мужність і героїзм лейтенантові Матерієнку Миколі Пилиповичу присвоєне звання Героя Радянського Союзу з врученням ордена Леніна і медалі «Золота Зірка».
Також нагороджений орденами Вітчизняної війни 1-го ступеня (04.08.1944) і Червоної Зірки (07.11.1943).